# Svatý Donát z Münstereifelu

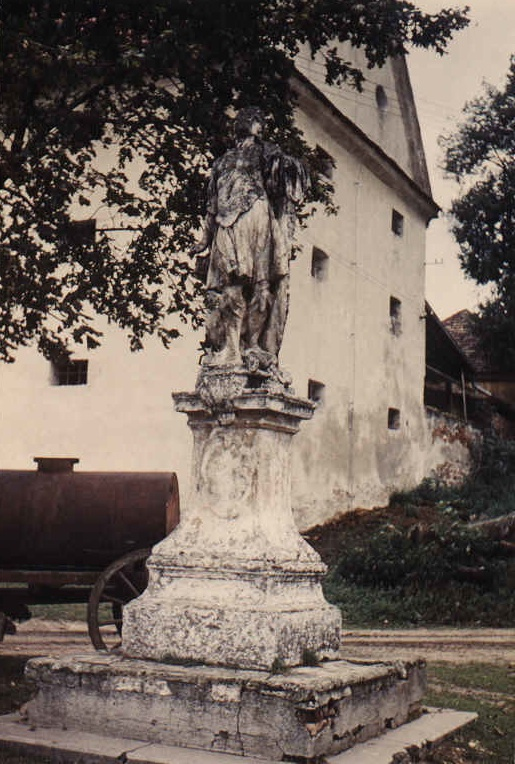
Sv. Donát, 1753, Pravice

Svatý Donát z Münstereifelu (asi 140, Řím – asi 173) je jeden z katolických (i pravoslavných) mučedníků. Jeho ostatky jsou umístěny v jezuitském kostele v Bad Münstereifelu. Uctíván je zejména v Porýní a historickém Nizozemí, také však v rakouském a moravském Podyjí. Je svatým patronem budapešťského Budína a ochráncem před bouřkami. Do Bad Münstereifelu byly jeho ostatky přeneseny v 17. století z katakomb v Římě, v nichž byl původně pohřben.

## Legenda
Svatý Donát měl být římský vojenský mučedník z doby 2. století. Jeho rodiče se jmenovali Faustus a Flaminia. Když byl Faustus smrtelně nemocen, jeho žena Flaminia se obracela o pomoc ke svatému Gervasiovi a ten ji ujistil, že se Faustus uzdraví a zplodí jí syna. Tak se stalo a Flaminia syna pojmenovala Donatus, ve smyslu „darovaný“. Vychovala ho v křesťanské víře. V sedmnácti letech nastoupil Donatus službu ve 12. legii „Fulminatrix“, tzv. blesková. Donatus rychle služebně povyšoval, až se stal osobním strážcem císaře Marka Aurelia.
V roce 173 byla 12. legie nasazena do markomanského tažení na Moravu v Podunají. Podle soudobého spisovatele Cassia byla část legie – nadto sužovaná kritickým nedostatkem vody – nepřítelem obklíčena a přečíslena, když došlo k jejímu zázračnému vysvobození božskou bouří. Tato bouře nejenže přinesla vodu pro římské mužstvo a zvířectvo, ale blesky zničily i ležení Markomanů. Zatímco Cassius bouři připsal vzývání Mercuria prostřednictvím Aureliova egyptského čaroděje Arnufise, Tertullianus a další křesťanští spisovatelé ji zdůvodnili modlitbami mnoha křesťanských vojáků legie. Pozdější tradice zázrak připsala Donátovi jako tomu, kdo vedl modlitby křesťanů. Donát pod dojmem zázraku složil Bohu slib čistoty. Popraven byl pro trestný čin opovrhování bohy, když odmítl uzavřít manželství s císařovou vnučkou Alexandrou.

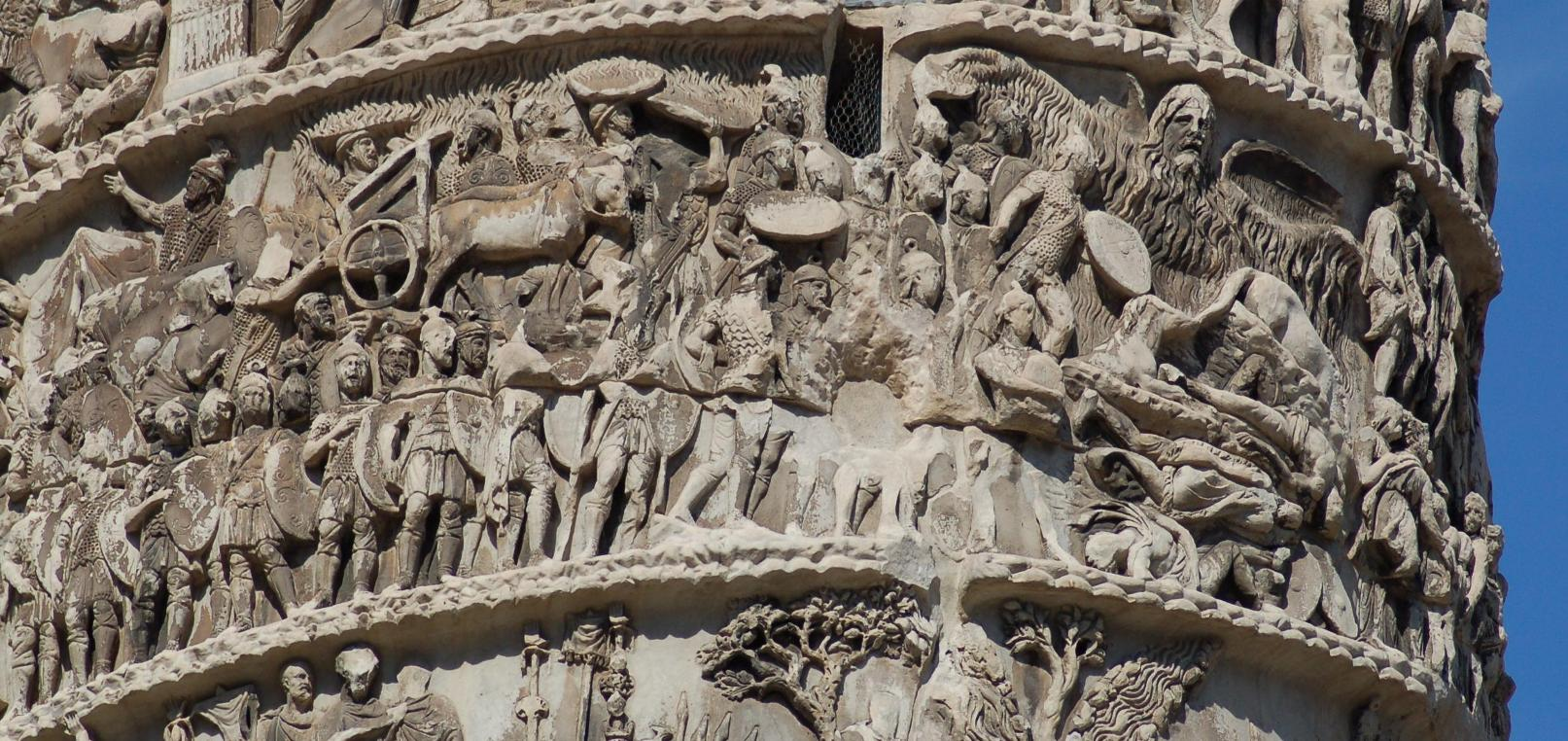
Zázračný déšť v zemi Kvádů, jak je zachycen na sloupu Marka Aurelia na piazza Colonna v Římě

Donát byl pochován při své matce v katakombách svaté Anežky Římské. Jak století plynula, přístup do katakomb byl ztracen. K jejich znovuotevření došlo roku 1646. Spolu s tím byly nalezeny i ostatky svatého Donáta a jiných svatých. Papež Inocenc X. pak daroval Donátovy ostatky jezuitskému kostelu v Münstereifelu; tam doputovaly procesím. Dne 30. června 1652 byly ostatky před další cestou přítomny ranní mše jezuitského kněze Fr. Heerda v kostele svatého Martina v Euskirchenu, když na závěr požehnání udeřil do kostela blesk a zapálil oltář i kněze. Ten se ihned obrátil o pomoc k svatému Donátovi a zázrakem vyvázl bez zranění. Tento zázrak rozšířil úctu k svatému Donátovi po celém regionu.
Někteří spisovatelé dávají latinské jméno Donatus do možné souvislosti s germánským Donner, „vládce hromu“.
Události během markomanského tažení a tzv. zázračného deště jsou historicky doloženy. Tento zázrak křesťané připisovali Bohu. Následné události, zejména Donátův plánovaný sňatek s vnučkou císaře, je jen pověrou.

## Úcta
Svatý Donát je ochráncem před údery blesku. Jeho kult je blízký úctě k svatému Floriánovi. Oba bývají voláni k ochraně sklizně vinné révy, obzvláště v Maďarsku. Třebaže svatý Donát není v římském martyrologiu, sdílí svátek se svým jmenovcem svatým Donátem z Arezza dne 7. srpna. Svátek také někde slavívá 30. června, v den výročí zázraku v Euskirchenu; tam se slavívá výroční slavnost na Donátovu počest druhou neděli v červenci. V Maďarsku se oslavuje 7. srpna k ochraně vinobraní. Zobrazován bývá svatý Donát v římské zbroji s bleskem, často s mučednickou palmou nebo s vinnou révou.
Svatý Donát je patronem jihomoravské obce Pravice, zde se jeho svátek slavil (do vyhnání původního obyvatelstva) rovněž 7. srpna. Marie Terezie Savojská nechala na svých panstvích stavět sochy Svatého Donáta jako ochranu úrody a dobytka před bouřkami a blesky.